# 上海交通大学机械与动力工程学院
机械与动力工程学院，习惯简称“机动学院”，为上海交通大学的一个学院，其前身为成立于1913年的上海工业专门学校机械科。
该学院现有机械工程及自动化系、动力与能源工程系、工业工程与管理系、核科学与工程学院4个系（二级学院），并拥有3个国家重点学科，5个本科专业。

## 历史沿革
- 1913年：交通部上海工业专门学校设立电气机械科。
- 1937年：工业机械门更名动力机械门。
- 1942年：创办航空工程系。1952年并入华东航空工程学院。2002年复办航空航天工程系。
- 1953年：动力机械系招收中共建政后第一批研究生。
- 1958年：创建核动力工程专业。
- 1996年：设立工业工程专业。1997年成立工业工程系。
- 1997年：机械系与动力系分别成立为机械工程学院和动力与能源工程学院。
- 2002年：两学院合并为上海交通大学机械与动力工程学院。[2]

## 著名校友
- 钱学森：中国两弹一星元勋。
- 翁史烈：热机专家，原上海交通大学校长。
- 陈学俊：中国多相流热物理学科的奠基人。[3]